# Heart in a Cage
Heart in a Cage è il secondo singolo del gruppo rock statunitense The Strokes dal terzo album della band First Impressions of Earth. È stato pubblicato il 20 marzo 2006 nel Regno Unito e il 18 aprile nel resto del mondo.
È stato anche pubblicato un videoclip per questo pezzo, diretto da Samuel Brayer e filmato a New York City.
Il singolo è stato pubblicato in due differenti versioni: la prima include Life's a Gas, cover dell'omonimo brano dei Ramones presente nell'ultimo studio album della band, ¡Adios Amigos!, mentre la seconda include I'Il Try Anything Once, versione alternativa ed originaria del pezzo You Only Live Once, successivamente distribuito come terzo singolo.
La versione del singolo commercializzata in vinile 7" include invece una versione di I'Il Try Anything Once eseguita alla tastiera dal frontman Julian Casablancas.

## Tracce

### Versione CD1
1. Heart in a Cage (Album Version) – 3:26
2. Life's a Gas (Ramones Cover) – 3:07

### Versione CD2
1. Heart in a Cage (Album Version) – 3:26
2. I'll Try Anything Once – 3:15
3. Heart in a Cage (Video) – 3:26